# Eisschnelllauf-Mehrkampfweltmeisterschaft 2017

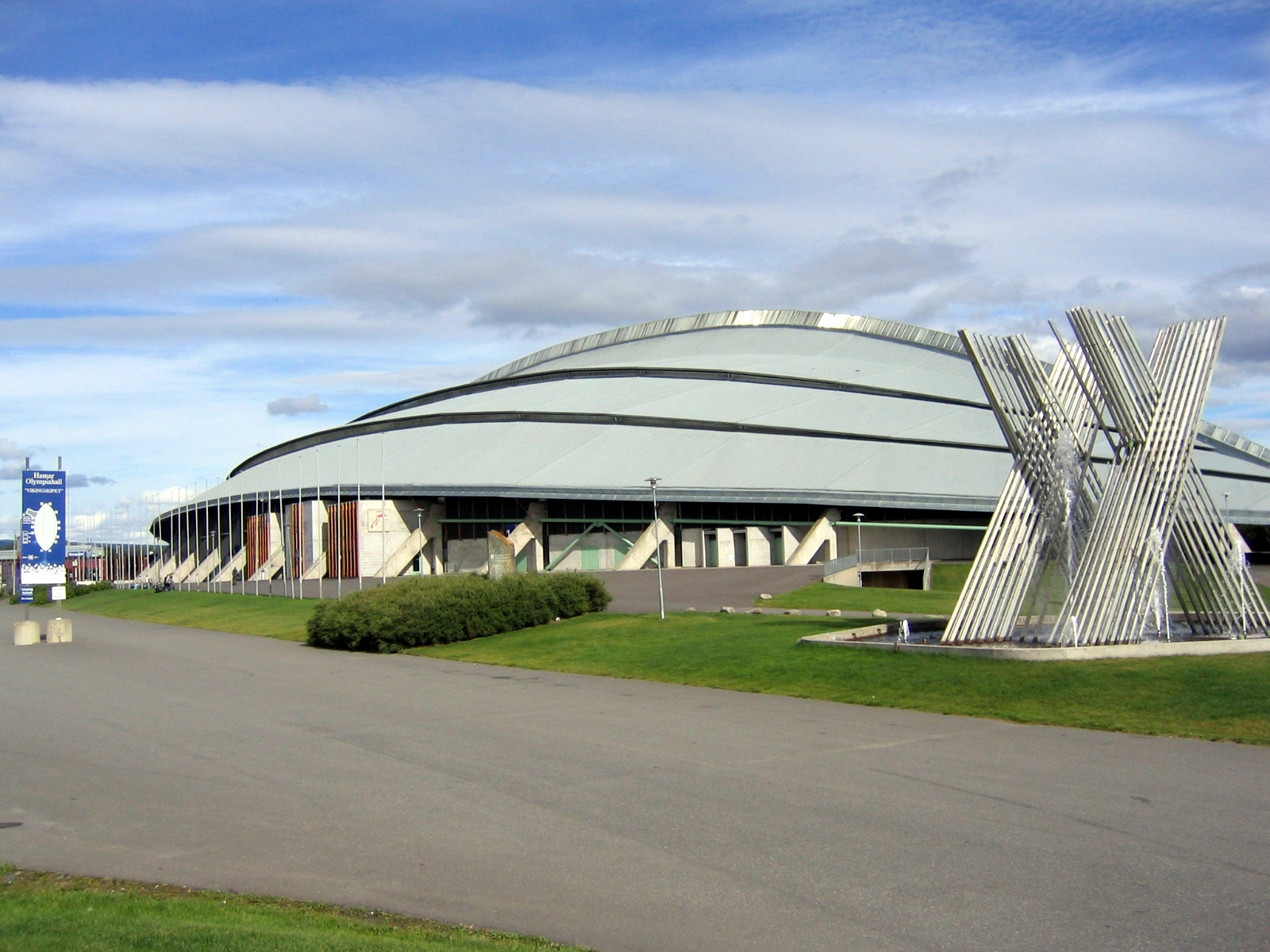
Vikingskipet – das „Wikingerschiff“ in Hamar

Die 111. Mehrkampfweltmeisterschaft (75. der Frauen) fand vom 4. bis 5. März 2017 in Hamar, Norwegen statt. Die Wettbewerbe wurden im Vikingskipet ausgetragen.
Bei den Frauen siegte die Niederländerin Ireen Wüst. Die deutsche Teilnehmerin Bente Kraus konnte sich nicht für den abschließenden Lauf über 5000 Meter qualifizieren und wurde 15.
Der Niederländer Sven Kramer konnte sich bei den Männern zum neunten Mal den Titel sichern. Patrick Beckert aus Deutschland erreichte den 7. Platz, Felix Maly wurde 23.

## Teilnehmende Nationen
- 48 Athleten, 24 Frauen und 24 Männer, nahmen an der Weltmeisterschaft teil.[1] Insgesamt waren 14 Nationen vertreten.

| Belgien Deutschland Estland Italien Japan | Kanada Lettland Niederlande Norwegen Polen | Russland Tschechien Vereinigte Staaten Belarus |

## Wettbewerb
Bei der Mehrkampfweltmeisterschaft geht es über jeweils vier Distanzen. Die Frauen laufen 500, 3000, 1500 und 5000 Meter und die Männer 500, 5000, 1500 und 10.000 Meter.

### Frauen

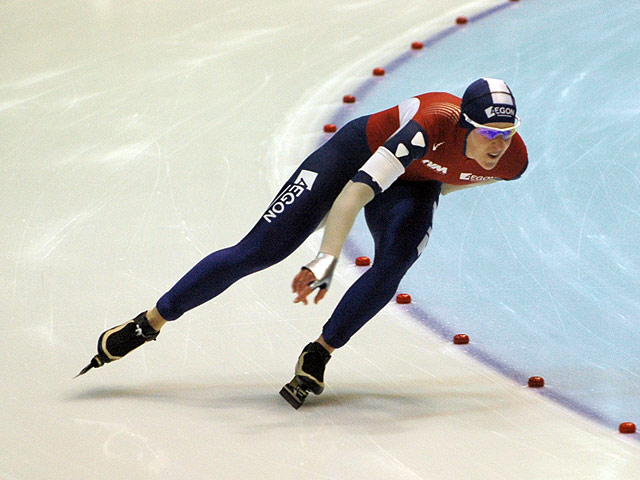
Mehrkampf-Weltmeisterin Ireen Wüst

#### Endstand Kleiner-Vierkampf
- Zeigt die acht erfolgreichsten Sportlerinnen der Mehrkampf-WM (Finalteilnahme über 5000 Meter)
- Die Zahl in Klammern gibt die Platzierung je Einzelstrecke an, fett gedruckt die jeweils Schnellste.

| 01 | Ireen Wüst               | 38,82 s (2)  | 4:03,71 min (2)  | 1:55,49 min (1)  | 7:00,86 min (2) | 160,020 |  |  |  |  |
| 02 | Martina Sáblíková        | 40,11 s (13) | 4:02,21 min (1)  | 1:56,15 min (3)  | 6:54,57 min (1) | 160,651 |  |  |  |  |
| 03 | Miho Takagi              | 38,15 s (1)  | 4:06,52 min (6)  | 1:55,81 min (2)  | 7:10,14 min (6) | 160,853 |  |  |  |  |
| 04 | Antoinette de Jong       | 39,56 s (7)  | 4:03,77 min (3)  | 1:56,77 min (5)  | 7:02,62 min (3) | 161,373 |  |  |  |  |
| 05 | Olga Graf                | 39,88 s (9)  | 4:06,96 min (7)  | 1:56,43 min (4)  | 7:12,17 min (7) | 163,067 |  |  |  |  |
| 06 | Natalja Woronina         | 40,22 s (14) | 4:05,77 min (4)  | 1:58,39 min (11) | 7:06,48 min (5) | 163,292 |  |  |  |  |
| 07 | Natalia Czerwonka        | 39,38 s (4)  | 4:10,32 min (14) | 1:57,21 min (7)  | 7:19,58 min (8) | 164,128 |  |  |  |  |
| 08 | Anna Jurakowa-Tschernowa | 41,20 s (20) | 4:06,26 min (13) | 1:59,18 min (13) | 7:04,15 min (4) | 164,384 |  |  |  |  |
|    |                          |              |                  |                  |                 |         |  |  |  |  |
| 15 | Bente Kraus              | 40,50 s (16) | 4:08,36 min (10) | 2:00,15 min (16) | DNS             | 121,943 |  |  |  |  |

#### 500 Meter
| Platz | Name                   | Land        | Zeit    | Punkte |
| ----- | ---------------------- | ----------- | ------- | ------ |
| 01    | Miho Takagi            | Japan       | 38,15 s | 38,150 |
| 02    | Ireen Wüst             | Niederlande | 38,82 s | 38,820 |
| 03    | Ida Njåtun             | Norwegen    | 39,35 s | 39,350 |
| 04    | Natalia Czerwonka      | Polen       | 39,38 s | 39,380 |
| 04    | Nana Takagi            | Japan       | 39,38 s | 39,380 |
| 06    | Ayano Satō             | Japan       | 39,44 s | 39,440 |
| 07    | Antoinette de Jong     | Niederlande | 39,56 s | 39,560 |
| 08    | Ivanie Blondin         | Kanada      | 39,61 s | 39,610 |
| 09    | Olga Graf              | Russland    | 39,88 s | 39,880 |
| 10    | Francesca Lollobrigida | Italien     | 40,01 s | 40,010 |
|       |                        |             |         |        |
| 16    | Bente Kraus            | Deutschland | 40,50 s | 40,500 |

#### 3000 Meter
| Platz | Name                     | Land        | Zeit        | Punkte |
| ----- | ------------------------ | ----------- | ----------- | ------ |
| 01    | Martina Sáblíková        | Tschechien  | 4:02,21 min | 40,368 |
| 02    | Ireen Wüst               | Niederlande | 4:03,71 min | 40,618 |
| 03    | Antoinette de Jong       | Niederlande | 4:03,77 min | 40,628 |
| 04    | Natalja Woronina         | Russland    | 4:05,77 min | 40,961 |
| 05    | Anna Jurakowa-Tschernowa | Russland    | 4:06,26 min | 41,043 |
| 06    | Miho Takagi              | Japan       | 4:06,52 min | 41,086 |
| 07    | Olga Graf                | Russland    | 4:07,91 min | 41,318 |
| 08    | Marije Joling            | Niederlande | 4:07,91 min | 41,318 |
| 09    | Ivanie Blondin           | Kanada      | 4:08,29 min | 41,381 |
| 10    | Bente Kraus              | Deutschland | 4:08,36 min | 41,393 |

#### 1500 Meter
| Platz | Name               | Land        | Zeit        | Punkte |
| ----- | ------------------ | ----------- | ----------- | ------ |
| 01    | Ireen Wüst         | Niederlande | 1:55,49 min | 38,496 |
| 02    | Miho Takagi        | Japan       | 1:55,81 min | 38,603 |
| 03    | Martina Sáblíková  | Tschechien  | 1:56,15 min | 38,716 |
| 04    | Olga Graf          | Russland    | 1:56,43 min | 38,810 |
| 05    | Antoinette de Jong | Niederlande | 1:56,77 min | 38,923 |
| 06    | Marije Joling      | Niederlande | 1:57,14 min | 39,046 |
| 07    | Natalia Czerwonka  | Polen       | 1:57,21 min | 39,070 |
| 08    | Ida Njåtun         | Norwegen    | 1:57,72 min | 39,240 |
| 09    | Nana Takagi        | Japan       | 1:58,13 min | 39,376 |
| 10    | Ayano Satō         | Japan       | 1:58,25 min | 39,416 |
|       |                    |             |             |        |
| 16    | Bente Kraus        | Deutschland | 2:00,15 min | 40,050 |

#### 5000 Meter
| Platz | Name                     | Land        | Zeit        | Punkte |
| ----- | ------------------------ | ----------- | ----------- | ------ |
| 01    | Martina Sáblíková        | Tschechien  | 6:54,57 min | 41,457 |
| 02    | Ireen Wüst               | Niederlande | 7:00,86 min | 42,086 |
| 03    | Antoinette de Jong       | Niederlande | 7:02,62 min | 42,262 |
| 04    | Anna Jurakowa-Tschernowa | Russland    | 7:04,15 min | 42,415 |
| 05    | Natalja Woronina         | Russland    | 7:06,48 min | 42,648 |
| 06    | Miho Takagi              | Japan       | 7:10,14 min | 43,014 |
| 07    | Olga Graf                | Russland    | 7:12,17 min | 43,217 |
| 08    | Natalia Czerwonka        | Polen       | 7:19,58 min | 43,958 |

### Männer

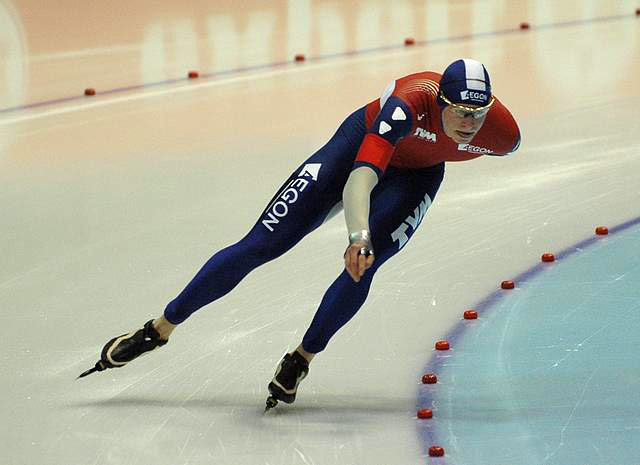
Mehrkampf-Weltmeister Sven Kramer

#### Endstand Großer-Vierkampf
- Zeigt die acht erfolgreichsten Sportler der Mehrkampf-WM (Finalteilnahme über 10.000 Meter)
- Die Zahl in Klammern gibt die Platzierung je Einzelstrecke an, fett gedruckt der jeweils Schnellste.

| 01 | Sven Kramer           | 36,41 s (8)  | 6:12,33 min (1)  | 1:45,78 min (2)  | 13:10,45 min (1) | 148,425 |  |  |  |  |
| 02 | Patrick Roest         | 36,27 s (4)  | 6:15,10 min (2)  | 1:45,88 min (3)  | 13:21,11 min (5) | 149,128 |  |  |  |  |
| 03 | Jan Blokhuijsen       | 36,34 s (6)  | 6:15,99 min (3)  | 1:48,27 min (15) | 13:13,39 min (2) | 149,698 |  |  |  |  |
| 04 | Sverre Lunde Pedersen | 36,54 s (10) | 6:23,61 min (7)  | 1:46,23 min (4)  | 13:24,57 min (6) | 150,539 |  |  |  |  |
| 05 | Bart Swings           | 36,87 s (16) | 6:22,44 min (6)  | 1:46,34 min (6)  | 13:20,61 min (3) | 150,590 |  |  |  |  |
| 06 | Andrea Giovannini     | 36,80 s (15) | 6:21,60 min (5)  | 1:48,48 min (16) | 13:26,17 min (7) | 151,428 |  |  |  |  |
| 07 | Patrick Beckert       | 37,74 s (20) | 6:19,88 min (4)  | 1:47,88 min (14) | 13:20,84 min (4) | 151,730 |  |  |  |  |
| 08 | Shota Nakamura        | 36,00 s (1)  | 6:32,34 min (15) | 1:46,41 min (7)  | 13:57,88 min (8) | 152,598 |  |  |  |  |
|    |                       |              |                  |                  |                  |         |  |  |  |  |
| 23 | Felix Maly            | 37,91 s (21) | 6:46,08 min (24) | 1:51,06 min (21) | DNS              | 115,538 |  |  |  |  |

#### 500 Meter
| Platz | Name                  | Land        | Zeit    | Punkte |
| ----- | --------------------- | ----------- | ------- | ------ |
| 01    | Shota Nakamura        | Japan       | 36,00 s | 36,000 |
| 02    | Konrad Niedźwiedzki   | Polen       | 36,22 s | 36,220 |
| 03    | Sindre Henriksen      | Norwegen    | 36,23 s | 36,230 |
| 04    | Patrick Roest         | Niederlande | 36,27 s | 36,270 |
| 05    | Denis Juskow          | Russland    | 36,30 s | 36,300 |
| 06    | Jan Blokhuijsen       | Niederlande | 36,34 s | 36,340 |
| 07    | Jan Szymański         | Polen       | 36,37 s | 36,370 |
| 08    | Sven Kramer           | Niederlande | 36,41 s | 36,410 |
| 09    | Sergei Trofimow       | Russland    | 36,52 s | 36,520 |
| 10    | Simen Spieler Nilsen  | Norwegen    | 36,54 s | 36,540 |
| 10    | Sverre Lunde Pedersen | Norwegen    | 36,54 s | 36,540 |
|       |                       |             |         |        |
| 20    | Patrick Beckert       | Deutschland | 37,74 s | 37,740 |
| 21    | Felix Maly            | Deutschland | 37,91 s | 37,910 |

#### 5000 Meter
| Platz | Name                  | Land        | Zeit        | Punkte |
| ----- | --------------------- | ----------- | ----------- | ------ |
| 01    | Sven Kramer           | Niederlande | 6:12,33 min | 37,233 |
| 02    | Patrick Roest         | Niederlande | 6:15,10 min | 37,510 |
| 03    | Jan Blokhuijsen       | Niederlande | 6:15,99 min | 37,599 |
| 04    | Patrick Beckert       | Deutschland | 6:19,88 min | 37,988 |
| 05    | Andrea Giovannini     | Italien     | 6:21,60 min | 38,160 |
| 06    | Bart Swings           | Belgien     | 6:22,44 min | 38,244 |
| 07    | Sverre Lunde Pedersen | Norwegen    | 6:23,61 min | 38,361 |
| 08    | Nicola Tumolero       | Italien     | 6:24,87 min | 38,487 |
| 09    | Ryōsuke Tsuchiya      | Japan       | 6:25,24 min | 38,524 |
| 10    | Shane Williamson      | Japan       | 6:28,98 min | 38,898 |
|       |                       |             |             |        |
| 24    | Felix Maly            | Deutschland | 6:46,08 min | 40,608 |

#### 1500 Meter
| Platz | Name                  | Land        | Zeit        | Punkte |
| ----- | --------------------- | ----------- | ----------- | ------ |
| 01    | Denis Juskow          | Russland    | 1:44,41 min | 34,803 |
| 02    | Sven Kramer           | Niederlande | 1:45,78 min | 35,260 |
| 03    | Patrick Roest         | Niederlande | 1:45,88 min | 35,293 |
| 04    | Sverre Lunde Pedersen | Norwegen    | 1:46,23 min | 35,410 |
| 05    | Haralds Silovs        | Lettland    | 1:46,30 min | 35,433 |
| 06    | Bart Swings           | Belgien     | 1:46,34 min | 35,446 |
| 07    | Shota Nakamura        | Japan       | 1:46,41 min | 35,470 |
| 08    | Sergei Trofimow       | Russland    | 1:46,57 min | 35,523 |
| 09    | Sindre Henriksen      | Norwegen    | 1:46,85 min | 35,616 |
| 10    | Jan Szymański         | Polen       | 1:47,12 min | 35,706 |
|       |                       |             |             |        |
| 14    | Patrick Beckert       | Deutschland | 1:47,88 min | 35,960 |
| 21    | Felix Maly            | Deutschland | 1:51,06 min | 37,020 |

#### 10.000 Meter
| Platz | Name                  | Land        | Zeit         | Punkte |
| ----- | --------------------- | ----------- | ------------ | ------ |
| 01    | Sven Kramer           | Niederlande | 13:10,45 min | 39,522 |
| 02    | Jan Blokhuijsen       | Niederlande | 13:13,39 min | 39,669 |
| 03    | Bart Swings           | Belgien     | 13:20,61 min | 40,030 |
| 04    | Patrick Beckert       | Deutschland | 13:20,84 min | 40,042 |
| 05    | Patrick Roest         | Niederlande | 13:21,11 min | 40,055 |
| 06    | Sverre Lunde Pedersen | Norwegen    | 13:24,57 min | 40,228 |
| 07    | Andrea Giovannini     | Italien     | 13:26,17 min | 40,308 |
| 08    | Shota Nakamura        | Japan       | 13:57,88 min | 41,894 |